# Junior Sambia
Salomon "Junior" Sambia (Vaulx-en-Velin, 7 september 1996) is een Centraal-Afrikaanse voetballer die doorgaans als middenvelder speelt. Hij tekende in 2018 bij Montpellier HSC.

## Clubcarrière
Sambia speelde in de jeugd bij Olympique Lyon, Mâcon en Chamois Niortais. Tijdens het seizoen 2014/15 debuteerde hij voor Chamois Niortais in de Ligue 1. Tijdens het seizoen 2017/18 werd de middenvelder uitgeleend aan Montpellier HSC. Op 26 augustus 2017 debuteerde hij in de Ligue 1 tegen Dijon FCO. In 2018 werd Sambia voor een bedrag van twee miljoen euro overgenomen. 